# کمال‌آباد (جرقویه)
کمال‌آباد (جرقویه)، روستایی از توابع بخش جرقویه علیا شهرستان جرقویه در استان اصفهان ایران است.این روستا در فاصله ۴۰ کیلومتری جنوب شهر ورزنه واقع شده است.

## جمعیت
این روستا در دهستان جرقویه علیا قرار دارد و براساس سرشماری مرکز آمار ایران در سال ۱۳۸۵، جمعیت آن ۱٬۵۵۸ نفر (۴۲۹خانوار) بوده‌است.